# Cardeto
Cardeto  község (comune) Calabria régiójában, Reggio Calabria megyében.

## Fekvése
A Sant’Agata folyó völgyében fekszik, a megye délnyugati részén. Határai: Bagaladi, Reggio Calabria és Roccaforte del Greco.

## Története
A települést a 10. században alapították a bizánciak. A 11. században a normann Szicíliai Királyság része lett. A középkorban nemesi családok birtoka volt. Korabeli épületeinek nagy része az 1783-as calabriai földrengésben elpusztult. A 19. században nyerte el önállóságát, amikor a Nápolyi Királyságban felszámolták a feudalizmust.

## Népessége
A népesség számának alakulása:

## Főbb látnivalói
- San Sebastiano-templom
- Santi Pietro e Paolo-templom
- Santa Maria Assunta-templom